# ТЕС Емс
53°26′6.3″ пн. ш. 6°52′44.0″ сх. д. / 53.435083° пн. ш. 6.878889° сх. д.
ТЕС Емс – теплова електростанція на північному сході Нідерландів у провінції Гронінген, споруджена за технологією комбінованого парогазового циклу. Станом на середину 2010-х найбільша за потужністю електростанція в країні.
Площадка станції розташована на узбережжі естуарію річки Емс, у індустріальному парку енергетичного спрямування Емсхафен (тут також розташовані газова ТЕС Магнум та вугільна станція Емсхафен). Перший класичний конденсаційний енергоблок станції Емс із паровою турбіною потужністю 590 МВт спорудили у 1976 році (блок ЕС-2 із необхідною для запуску допоміжною газовою турбіною ЕС-1). У 1987-му його доповнили газовою турбіною Siemens V94.2 потужністю 138 МВт, яка разом із паровою почала носити назву блок ЕС-20. Створений таким чином парогазовий блок комбінованого циклу втім зберігав свій основний паровий котел (можливо відзначити, щоподібну модернізацію у другій половині 1980-х пройшов цілий ряд нідерландських ТЕС, як то Хемвег, Lage Weide, Flevo).
А у 1990-х роках на станції реалізували масштабний проект, який зробив її найбільшою в країні – спорудження п’яти однотипних енергоблоків по 341 МВт. Вони створювались за повноцінною технологією парогазового циклу та мають по одній газовій турбіні General Electric 9001FA та одній паровій турбіні. Паливна ефективність при цьому становила 53,1%, що значно вище ніж у класичних конденсаційних електростанцій, проте станом на середину 2010-х років вже суттєво поступається кращим зразкам парогазових блоків (наприклад, ТЕС Лаусвард).